# Тинта (город, Миннесота)
Тинта (англ. Tintah) — город в округе Траверс, штат Миннесота, США. На площади 2 км² (2 км² — суша, водоёмов нет), согласно переписи 2002 года, проживают 79 человек. Плотность населения составляет 40,4 чел./км².
- Телефонный код города — 218
- Почтовый индекс — 56583
- FIPS-код города — 27-64948[1]
- GNIS-идентификатор — 0653215[2]